# ArcelorMittal
ArcelorMittal («Арсело́р Ми́ттал») — вторая по размерам металлургическая компания в мире, на конец 2021 года контролировавшая 4 % мирового рынка стали. Зарегистрирована в Люксембурге. Имеет производственные мощности в 18 странах на 4 континентах, продукция реализуется в 160 государствах.
В списке крупнейших компаний мира Forbes Global 2000 за 2023 год ArcelorMittal заняла 214-е место.

## История
Образована в 2006 году путём слияния люксембургской компании Arcelor и индийской Mittal Steel, принадлежащей индийскому бизнесмену Лакшми Митталу.
Компания Arcelor появилась в 2002 году в результате слияния трёх европейских производителей стали: Aceralia (Испания), Usinor (Франция) и Arbed (Люксембург).
Компания Mittal была создана под названием Ispat International как дочерняя компания промышленной группы семьи Миттал Ispat Industries. Первым значительным приобретением стала сталелитейная компания на островах Тринидад и Тобаго; за этим последовали мексиканская Sibalsa (1992 год), канадская Sidbec-Dosco (1994 год), казахстанский металлургический комбинат в Темиртау Кармет (ставший «АрселорМиттал Темиртау») и германский Hamburger Stahlwerke (1995 год). Также в 1995 году Ispat International стала самостоятельной компанией, через два года её акции были размещены на фондовых биржах Нью-Йорка и Амстердама. Серия поглощений продолжилась ещё одной германской компанией Thyssen Duisberg в 1997 году, американской Inland Steel Company в 1998 году, французской Unimetal в 1999 году, крупнейшим сталелитейным комбинатом Румынии Sidex Galati и алжирской компанией Alfasid в 2001 году, чешской Nova Hut в 2003 году и комбинатом в Скопье (Македония) в 2004 году. В этом же году ISPAT International объединилась с другой сталелитейной компанией семьи Миттал LNM Holdings под названием Mittal Steel. Эта компания была зарегистрирована в Нидерландах, штаб-квартира находилась в Лондоне. В 2005 году она пополнилась тремя новыми составляющими, украинским комбинатом «Криворожсталь», польским Polskie Huty Stali (включающие четыре комбината: Huta Katowice, Huta Sendzimira, Huta Florian и Huta Cedler) и американской International Steel Group (она была создана Уилбуром Россом в 2002 году из активов нескольких обанкротившихся сталелитейных компаний, включая Bethlehem Steel). Также в 2005 году компания получила концессию на разработку железной руды в Либерии и приобрела долю в китайской компании Hunan Valin.
Переговоры о слиянии Arcelor и Mittal Steel проходили непросто. Первое предложение от Mittal, сделанное в январе 2006 года было отвергнуто советом директоров Arcelor. Возражения против того, чтобы гордость европейской сталелитейной отрасли перешла под контроль индийцев, высказывали многие европейские политики. Сразу после отказа начались переговоры о слиянии Arcelor с российской «Северсталью». Однако акционеры Arcelor были другого мнения, особенно после того, как Mittal сделал новое предложение, по €40,37 за акцию, что было вдвое больше цены акций в январе 2006 года. Стоимость сделки составила $33,1 млрд. Пост председателя правления ArcelorMittal занял Джозеф Кинш, занимавший этот пост в Arcelor, но лишь на год, после чего его сменил Лакшми Миттал. На момент создания ArcelorMittal занимала около 10 % мирового рынка стали, втрое опережая ближайшего преследователя, японскую Nippon Steel, число сотрудников составляло 320 тысяч, оборот — $70 млрд, номинальные производственные мощности — более 100 млн тонн стали в год.
Рост компании продолжался и в первые годы после слияния. В 2007 году были куплены Galvex (Эстония) и Sicartsa (Мексика), в 2008 году — три угольные шахты в России (Берёзовская, Первомайская и участок Жерновская), доля в австралийской угледобывающей компании Macarthur Coal Australia, а также создано совместное предприятие с китайской Valin Steel. Начиная с 2008 года компания начала оптимизировать свою структуру, продавая или закрывая нерентабельные производства. В 2008 году «Северстали» была продана Sparrow’s Point, было уменьшено присутствие в Канаде, США, Турции, Германии, Тринидаде и Тобаго, Франции. В 2014 году в КНР был открыт завод стоимостью $852 млн по производству стали для автомобилей. В 2017 году был куплен итальянский комбинат Ilva.

## Собственники и руководство

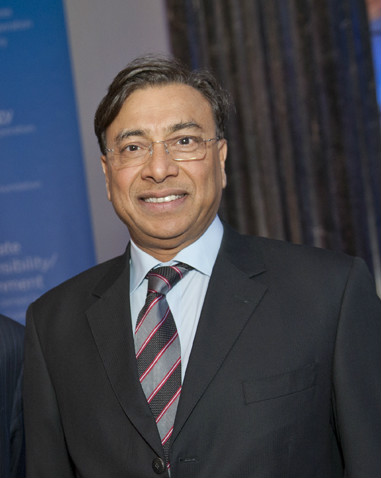
Лакшми Миттал

На конец 2017 года семье Лакшми Миттала принадлежало 37,41 % акций компании (через трастовый фонд HSBC Trustee (C.I.) Limited), в свободном обращении находилось 62,4 % акций, казначейские акции — 0,19 %, у руководства (кроме семьи Лакшми) — 0,04 %.
Акционеры
- Mittal Lakshmi Niwas Family — 37,4 %;
- The Vanguard Group, Inc. — 1,59 %;
- Norges Bank Investment Management — 1,00 %;
- BlackRock Fund Advisors — 0,96 %;
- Amundi Asset Management SA — 0,95 %;
- JPMorgan Asset Management (UK) Ltd. — 0,81 %;
- Deutsche Asset Management (UK) Ltd. — 0,65 %;
- Dimensional Fund Advisors LP — 0,55 %;;
- Lyxor International Asset Management SAS — 0,53 %;
- Caixabank Asset Management SGIIC SA — 0,52 %[9].

Совет директоров
- Лакшми Миттал (Lakshmi N. Mittal) — председатель совета директоров и генеральный директор компании с 1997 по 2021 год; также председатель правления Aperam и член совета директоров Goldman Sachs; член Европейского круглого стола промышленников, исполнительного комитета Всемирной стальной ассоциации, международного совета по бизнесу Всемирного экономического форума.
- Ваниша Миттал Бхатия (Vanisha Mittal Bhatia) — член совета директоров с 2004 года, дочь Лакшми Миттала.
- Жено Креке (Jeannot Krecké) — член совета директоров с 2010 года, с 2004 по 2010 год был министром экономики и зарубежной торговли Люксембурга.
- Сюзанна Нимокс (Suzanne P. Nimocks) — независимый член совета директоров с 2011 года, с 1999 по 2010 год была старшим партнёром в McKinsey & Company; также член совета директоров нефтегазовых компаний Encana Corp и Rowan Companies PLC, а также производителя стройматериалов Owens Corning.
- Брюно Лафон (Bruno Lafont, род. в 1956 году) — главный независимый член совета директоров с 2011 года, с 1983 года работал в Lafarge, включая посты председателя правления и CEO.
- Тай Бёрт (Tye Burt) — независимый член совета директоров с 2012 года; до этого бы президентом канадской Kinross Gold Corporation, ещё ранее президентом Barrick Gold Corporation и Cartesian Capital Group, с 1997 по 2000 год председателем канадского отделения Deutsche Bank.
- Микель Вурт (Michel Wurth) — член совета директоров с 2014 года; с 1979 года работал в Arbed, после образования Arcelor стал её главным финансовым директором; с 2004 года председатель торговой палаты Люксембурга; член советов директоров Paul Wurth S.A., BIP Investment Partners S.A., BGL BNP Paribas S.A. (люксембургского филиала BNP Paribas), SMS Group и Brasserie Nationale.
- Карин Овелмен (Karyn Ovelmen) — независимый член совета директоров с 2015 года; ранее была главным финансовым директором компаний Flowserve (2015-17), LyondellBasell Industries NV (2011-15), Petroplus Holdings AG (2006-10) и Argus Services Corporation (2005-06).
- Карел де Гухт (Karel de Gucht) — независимый член совета директоров с 2016 года; с 2009 по 2014 год был членом Комиссии Баррозу (развитие и гуманитарная помощь с 2009 по 2010, торговля с 2010 по 2014 год); в 2006 году был председателем ОБСЕ; с 2007 по 2008 год был членом Совета безопасности ООН[10].

Высший менеджмент
- Адитья Миттал (Aditya Mittal) — генеральный директор (CEO) с февраля 2021 года; в Mittal Steel с 1997 года; сын Лакшми Миттала.
- Брайан Арана (Brian Aranha) — вице-президент, глава отдела стратегии и исследовательской деятельности с 2016 года; в компании Dofasco (в 2006 году поглощённой Arcelor) работал с 1979 года.
- Барт Уилл (Bart Wille) — вице-президент, глава группы по работе с кадрами с 2018 года.
- Джефферсон де Паула (Jefferson de Paula) — вице-президент, глава южноамериканского подразделения.
- Робрехт Химпе (Robrecht Himpe) — вице-президент, глава североамериканского подразделения.
- Герт ван Пельворд (Geert Van Poelvoorde) — вице-президент, глава ArcelorMittal Europe Flat.
- Саймон Вандке (Simon C. Wandke) — вице-президент, глава горнодобывающего подразделения[10].

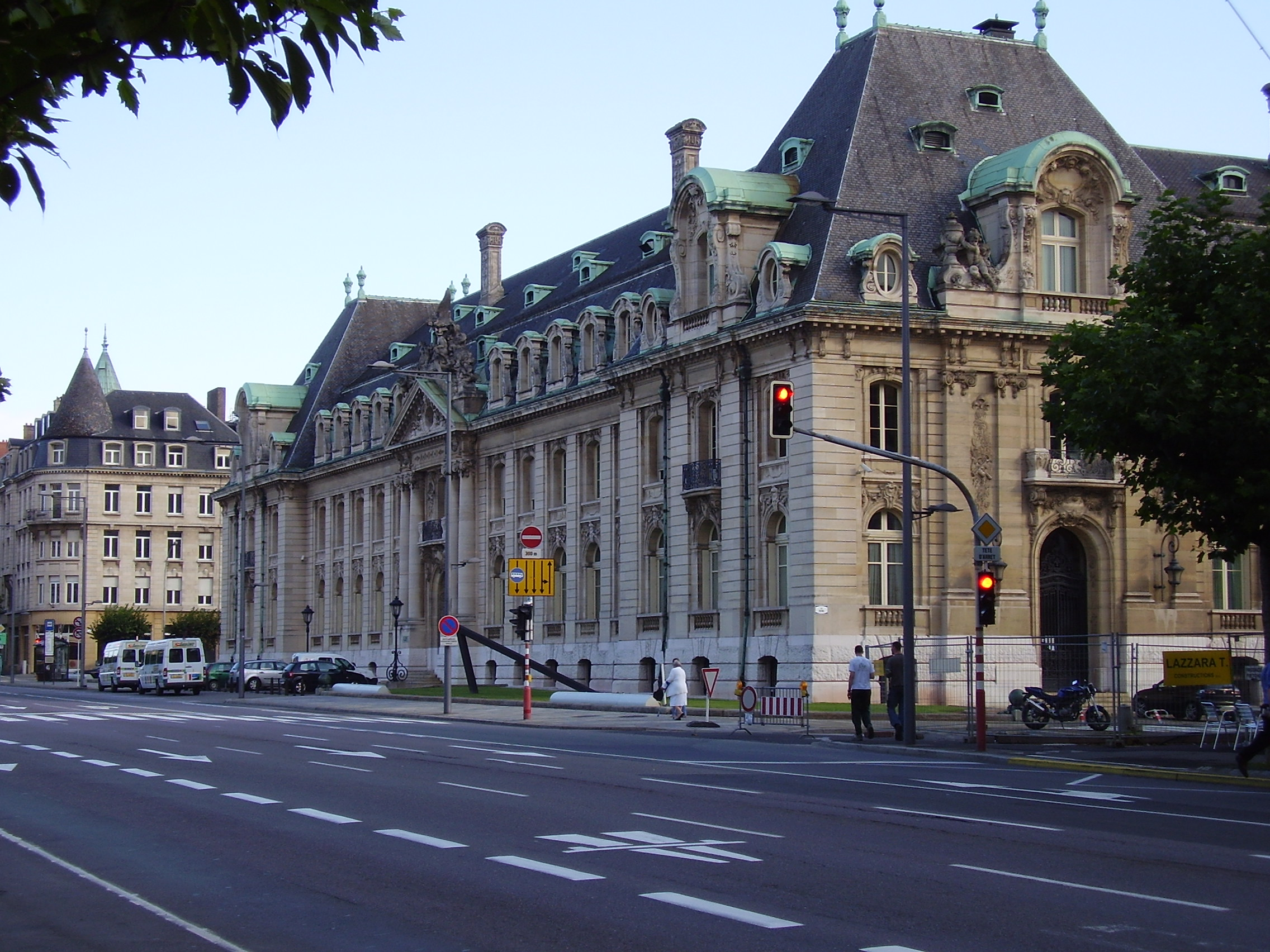
Здание штаб-квартиры компании в городе Люксембург

## Деятельность
Компании принадлежит целый ряд предприятий по добыче железной руды, угля, а также металлургических предприятий, в том числе крупный завод «АрселорМиттал Кривой Рог» на Украине.
Объём выпущенной стали за 2022 год составил 68,9 млн тонн (в 2021 — 79,26 млн тонн), по этому показателю компания занималась второе место в мире, почти вдвое уступая китайской China Baowu Steel Group, занимающей первое место. Примерно 50 % железной руды для сталелитейных комбинатов компании добывается на шахтах в собственности ArcelorMittal (Бразилия, Босния, Канада, Либерия, Мексика, Украина, США), собственным углём компания обеспечена на 13 % (США). Запасы железной руды оцениваются в 4 млрд тонн, угля — 224 млн тонн. Также компании принадлежит 16 глубоководных портовых терминалов с железнодорожными подъездными путями.
Выручка за 2022 год составила 79,84 млрд долларов, важнейшими рынками сбыта были США (8,84 млрд), Бразилия (8,72 млрд), Германия (7,76 млрд), Польша (5,93 млрд), Франция (5,70 млрд), Испания (4,74 млрд), Канада (4,19 млрд), Италия (4,02 млрд), Мексика (2,88 млрд), ЮАР (2,27 млрд), Бельгия (2,11 млрд).
У компании 12 научно-исследовательских центров, расходы на исследовательскую деятельность в 2017 году составили $278 млн.
Подразделения компании сформированы по географическому принципу:
- NAFTA (США, Канада и Мексика) — 10 комбинатов, 21,8 млн тонн стальной продукции, оборот — $13,7 млрд, операционная прибыль — $2,8 млрд, 26 тысяч сотрудников;
  - ArcelorMittal Dofasco (Канада)
  - ArcelorMittal Long Products Canada G.P. (Канада)
  - ArcelorMittal Texas HBI LLC (США, 80 %)
  - ArcelorMittal Mexico (Мексика)

- Бразилия и прилегающие страны — 10,8 млн тонн, оборот — $11,9 млрд, операционная прибыль — $2,8 млрд, 18 тысяч сотрудников;
  - ArcelorMittal Brasil (Бразилия)
  - Acindar (Аргентина)

- Европа (страны Западной и Центральной Европы) — 26 комбинатов 40,9 млн тонн, оборот — $47,0 млрд, операционная прибыль — $4,3 млрд, 79 тысяч сотрудников;
  - ArcelorMittal Atlantique & Lorraine (Франция, 6,9 млн тонн)
    - ArcelorMittal Atlantique
    - ArcelorMittal Lorraine

  - ArcelorMittal Belgium (Бельгия, 5,5 млн тонн)
    - ArcelorMittal Gent
    - ArcelorMittal Liège

  - ArcelorMittal Bremen (Германия, 3,2 млн тонн)
  - ArcelorMittal Méditerranée (Франция, 3,8 млн тонн)
  - ArcelorMittal España (Испания, 4,7 млн тонн)
  - ArcelorMittal Poland (Польша, 5,6 млн тонн)
  - ArcelorMittal Eisenhüttenstadt (Германия, 2,2 млн тонн)
  - ArcelorMittal Ostrava (Чехия, 1,8 млн тонн)
  - ArcelorMittal Galati (Румыния, 2 млн тонн)
  - ArcelorMittal Belval & Differdange (Люксембург, 2,2 млн тонн)
  - ArcelorMittal Hamburg (Германия, 1 млн тонн)
  - ArcelorMittal Gipuzkoa (Испания, 1 млн тонн)
  - ArcelorMittal Duisburg (Германия, 1,1 млн тонн)
  - ArcelorMittal Downstream Solutions

- Африка и СНГ (ЮАР и Украина) — 4 комбината, 13,1 млн тонн, оборот — $5,9 млрд, операционная прибыль — $-0,9 млрд, 42 тысячи сотрудников;
  - ArcelorMittal South Africa (ЮАР, 4,8 млн тонн)[11]
  - «АрселорМиттал Кривой Рог» (Украина, 5,8 млн тонн)

- горнодобывающая деятельность — добыча железной руды (57,4 млн тонн) и угля (6,3 млн тонн), оборот — $3,4 млрд, операционная прибыль — $1,5 млрд, 30 тысяч сотрудников;
  - ArcelorMittal Mines and Infrastructure Canada (Канада, доля ArcelorMittal 85 %)
  - Baffinland (Канада, 31,07 %)
  - ArcelorMittal USA Iron Ore Mines (США, Миннесота)
  - ArcelorMittal Mexico Mining Assets (Мексика)
    - Peña Colorada (50 %)
    - El Volcan
    - Las Truchas

  - ArcelorMittal Brasil-Andrade Mine (Бразилия)
  - ArcelorMittal Mineração Serra Azul (Бразилия)
  - ArcelorMittal Prijedor (Босния и Герцеговина, 51 %)
  - ArcelorMittal Kryvyi Rih (Украина, 95,1 %)
  - Lisakovsk, Kentobe, Atasu, Atansore (Temirtau Iron Ore) (Казахстан)
  - ArcelorMittal Liberia (Либерия, 85 %)
  - ArcelorMittal Princeton (США, Виргиния и Западная Виргиния, уголь)

|                     | 2007  | 2008  | 2009  | 2010  | 2011  | 2012   | 2013   | 2014   | 2015   | 2016  | 2017  | 2018  | 2019   | 2020   | 2021  | 2022  |
| ------------------- | ----- | ----- | ----- | ----- | ----- | ------ | ------ | ------ | ------ | ----- | ----- | ----- | ------ | ------ | ----- | ----- |
| Оборот              | 105,2 | 116,9 | 61,02 | 78,03 | 93,97 | 84,21  | 79,44  | 79,28  | 63,58  | 56,79 | 68,68 | 76,03 | 70,62  | 53,26  | 76,57 | 79,84 |
| Чистая прибыль      | 11,85 | 10,25 | 0,171 | 3,335 | 1,798 | -3,844 | -2,575 | -0,974 | -8,423 | 1,734 | 4,575 | 5,149 | -2,454 | -0,733 | 14,96 | 9,302 |
| Активы              | 133,6 | 133,2 | 127,7 | 130,9 | 121,9 | 114,6  | 112,3  | 99,18  | 76,85  | 75,14 | 85,30 | 91,25 | 87,91  | 82,05  | 90,51 | 94,55 |
| Собственный капитал | 61,54 | 59,32 | 65,44 | 66,10 | 60,48 | 55,20  | 53,17  | 45,16  | 27,57  | 32,33 | 40,86 | 44,11 | 40,48  | 40,24  | 51,34 | 55,59 |

### ArcelorMittal в Казахстане
В Казахстане компании принадлежало АО «АрселорМиттал Темиртау», в которое входили Карагандинский металлургический комбинат, 8 угольных шахт, 2 электростанции, Лисаковский горно-обогатительный комбинат, Актауский трубный завод, железомарганцевые рудники и вспомогательные предприятия. Образовано в 1995 году как АО «Испат Кармет» покупкой на закрытом тендере по приватизации Карагандинского металлургического комбината. В декабре 2004 года АО «Испат Кармет» перерегистрировано в АО «Миттал Стил Темиртау», а с 6 сентября 2007 года в АО «АрселорМиттал Темиртау».
В 2023 году на шахтах «АрселорМиттал Темиртау» произошло две крупные аварии, в августе погибло 5 человек, а взрыв 28 октября стал самой крупной промышленной аварией в истории Казахстана (погибло 46 шахтёров). После этого было достигнуто соглашение о том, что казахстанские инвесторы выкупят активы «АрселорМиттал Темиртау», сделка была завершена в конце ноября 2023 года.

### ArcelorMittal в России
В конце 2007 года компанией было подписано соглашение о строительстве в Тверской области России завода по производству арматурного проката и металлоконструкций мощностью 1 млн тонн изделий в год. Предприятие, включающее прокатный стан мощностью 600 тыс. тонн в год, должно быть построено к 2010 году, объём инвестиций составит $100 млн.
31 января 2008 года компания объявила о приобретении у компании «Северсталь-Ресурс» и других компаний, аффилированных с «Северсталь-групп», угольных активов на сумму $720 млн. За 650 млн долларов компания приобрела 97,59 % акций шахты «Березовская» и 99,35 % акций шахты «Первомайской». Также выступила покупателем 100 % шахты «Анжерская» за 70 млн долларов, продавцом же выступила кипрская Frontdeal Limited. В собственность компании также перейдут углеобогатительная фабрика «Северная» (входит в состав шахты «Березовская»), 100 % участка «Жерновская-3» (входит в состав шахты «Первомайская») и контрольные пакеты в трёх вспомогательных предприятиях, предоставляющих шахтам услуги транспортировки, монтажа, ремонта и электроснабжения. Приобретаемые активы обладают запасами более чем в 140 млн тонн угля, производство на трёх шахтах в 2007 году составило 3,14 млн тонн, а запасы «Жерновской-3» достигают 46 млн тонн.

### ArcelorMittal на Украине
24 октября 2005 года ArcelorMittal приобрел металлургический комбинат «Криворожсталь» (Кривой Рог) за 4,8 млрд долларов на открытых аукционных торгах, обойдя корпорацию «Индустриальный союз Донбасса». При этом стоимость приобретения этого комбината превышала суммарную стоимость всех приватизированных предприятий Украины проданных до этого дня. Крупнейший меткомбинат Украины получил в 2022 году 48 млрд грн убытка, а выручка предприятия снизилась на 59,9 %.

## Антимонопольные санкции
В июне 2010 года Еврокомиссия наложила на ArcelorMittal штраф в размере 315 млн евро. Компания была уличена в картельном ценовом сговоре о стоимости напрягаемой арматуры (используется при строительстве сооружений из предварительно напряжённого железобетона) с 16 другими металлургическими компаниями, в том числе австрийской Voestalpine, итальянским заводом российской «Северстали» Redaelli Tecna и др. (общая сумма штрафов, наложенная на все компании, составила 518 млн евро).